# Маенца
Маѐнца (на италиански: Maenza) е малко градче и община в Централна Италия, провинция Латина, регион Лацио. Разположено е на 358 m надморска височина. Населението на общината е 3169 души (към 2010 г.).